# Legge sul Quebec
La legge sul Québec (in inglese Quebec Act e in francese Acte de Québec) fu una legge emanata nel 1774 dal Parlamento britannico (citazione 14 Geo. III c. 83) che disponeva le procedure di governo per la provincia del Quebec, passata alla Gran Bretagna al termine della guerra dei sette anni.
La proposta di legge venne presentata alla Camera dei Lord il 2 maggio 1774 con il titolo di "una legge per rendere più efficaci le disposizioni per il governo della provincia del Quebec, in Nord America". Dopo essere passata dalla Camera dei Lord il 17 maggio, la proposta venne discussa dalla Camera dei Comuni tra il 21 maggio e il 13 giugno e passò con alcune modifiche, che vennero accettate dai Lord. Il 22 giugno la proposta ottenne l'approvazione del re ed infine divenne effettiva il 1º maggio 1775.
Le principali componenti della legge sul Québec erano:
- l'espansione dei confini della provincia stabiliti con la proclamazione del 1763. Il territorio arrivò così a inglobare parte della riserva indiana costituitasi nel 1763 sotto l'autorità britannica, comprendendo molti dei territori che oggi si trovano nell'Ontario meridionale, Illinois, Indiana, Michigan, Ohio, Wisconsin e parte del Minnesota.
- l'eliminazione di ogni riferimento alla fede protestante all'interno del giuramento di fedeltà.
- la garanzia della libertà di culto per la fede cattolica.
- la restaurazione del diritto civile francese in materia privata, mantenendo al contempo l'uso di quello inglese per la pubblica amministrazione, anche per quanto riguardava i ricorsi amministrativi, la procedura giudiziaria e il procedimento penale contro i crimini.
- la reintroduzione del diritto della Chiesa Cattolica di riscuotere decime.

I provvedimenti della legge sul Québec vennero accolti positivamente dagli ecclesiastici e dai seigneurs, i proprietari terrieri canadesi francesi, mentre generò malcontento tra i contadini e i mercanti inglesi. Col tempo la legge diventò importante per i canadesi francesi come base dei loro diritti legali e religiosi.
La legge sul Québec ebbe importanti conseguenze non solo nella provincia stessa ma anche nelle Tredici colonie, che la considerarono come una forma di coercizione e una minaccia alle proprie ambizioni territoriali. Infatti, questa legge e le altre precedenti designate come misura punitiva dal Parlamento inglese vennero complessivamente denominate "Leggi intollerabili" (Intolerable Acts) dai patrioti americani. Si trattava di provvedimenti restrittivi per imporre il controllo inglese sulle colonie americane e secondo diversi storici furono una delle maggiori cause della Rivoluzione Americana. Contribuirono inoltre a provocare l'invasione del Québec da parte degli eserciti dei coloni ribelli nell'inverno tra il 1775 e il 1776.
La proposta di legge generò numerose proteste anche in Gran Bretagna dove vennero pubblicati molteplici pamphlets con titoli accesi e vignette satiriche sull’argomento.
La legge sul Québec venne sostituita dal Constitutional Act del 1791 che divise il Quebec in due nuove province, Canada Superiore e Canada Inferiore

## Contesto
Il governo britannico dovette prendere dei provvedimenti per limitare la diffusione di tendenze indipendentiste nelle colonie del Nord America a causa dei problemi riscontrati all'interno delle colonie inglesi della Nuova Inghilterra. Fu il governatore della provincia del Quebec, Guy Carleton, un aristocratico anglo-irlandese, che propose all'Inghilterra di prendere delle misure per garantirsi la fedeltà dei canadesi nel caso di uno scontro con le Tredici colonie. Il governatore Carleton riteneva infatti preferibile supportare i canadesi francesi piuttosto che i mercanti inglesi. Con la legge del Québec riuscì a garantire che gli affari giudiziari riguardanti i canadesi venissero giudicati secondo il diritto francese e che i cattolici fossero autorizzati a detenere posizioni ufficiali.

## Conseguenze sulla provincia del Québec
- Territori: i confini vennero ingranditi con l'aggiunta della riserva indiana creata nel 1763, una regione nel nord della provincia che si estendeva dalla regione del Labrador, alla valle dell'Ohio, fino all'area dei Grandi Laghi e della valle di St. Lawrence, restituendo alla provincia del Quebec i vecchi confini della Nuova Francia, a eccezione della Louisiana. Con l'ampliamento del territorio della provincia del Quebec le autorità inglesi stabilire il loro controllo su un'ampia porzione del Nord America.
- Religione: il Giuramento di Fede (Test Oath) nei confronti di Elisabetta I e dei suoi eredi, con riferimento alla fede protestante, venne sostituito con un altro giuramento verso Giorgio III, che non conteneva alcun riferimento alla religione.[9] In questo modo venne permesso ai canadesi di fede cattolica di accedere alle cariche pubbliche e alla magistratura senza nascondere le proprie credenze religiose. Inoltre, la legge sul Québec permise agli ecclesiastici della Chiesa Cattolica di riscuotere delle decime nei territori americani.
- Sistema giuridico: pur mantenendo la legge inglese per il diritto pubblico, il diritto civile francese venne restaurato in tutto il nuovo territorio in materia privata.
- Sistema dei possedimenti terrieri: venne riconosciuto legalmente il "Régime seigneurial", un sistema semi-feudale del possesso delle terre in uso nelle colonie fin dai tempi in cui erano i francesi ad amministrare la provincia.
- Struttura del governo: la provincia era gestita da un governatore con l'assistenza di un concilio legislativo composto da 17-23 persone. La legge non prevedeva l'instaurazione di un'assemblea elettiva legislativa perché la Gran Bretagna temeva che venisse controllata dalla maggioranza francofona.
- Lingua: la legge del Québec non si espresse sulla questione del bilinguismo della provincia. Il francese continuava ad essere la lingua delle comunicazioni internazionali e talvolta veniva utilizzato anche dalla Corte di Londra. Spesso i funzionari d'alto rango erano bilingui, così come tutti gli inglesi appartenenti alle classi sociali più elevate. Inoltre, anche i governanti della provincia rimasero bilingui per molti anni a venire.[3][8]

In Canada la nuova legge venne ricevuta bene soprattutto dall'aristocrazia terriera, che vide i propri diritti riconosciuti, e dagli ecclesiastici cattolici, il cui status venne elevato. Tuttavia, generò l'indignazione dei mercanti inglesi che si sentirono minacciati dalla restaurazione del diritto civile francese. La moto di protesta raggiunse il picco massimo il 1º Maggio 1775, quando si scoprì che il busto di re Giorgio III d'Inghilterra presentato in occasione dell'entrata in vigore della nuova legge era stato deturpato con la scritta ingiuriosa "Pope of Canada, Sot of England" (Papa del Canada, ubriacone d'Inghilterra). Molto probabilmente qualche mercante inglese e protestante aveva compiuto questo atto vandalico furioso con il governo inglese. L'8 maggio il governatore della provincia del Quebec promise ben 200 piastre (500 ghinee) a chiunque denunciasse i colpevoli, ma malgrado l'ingente ricompensa monetaria i colpevoli non vennero mai trovati.
Inoltre, anche i contadini rimasero profondamente insoddisfatti poiché temevano di tornare a una sorta di servitù della gleba, come era accaduto quando erano ancora al governo i francesi, preferendo invece l'amministrazioni inglese degli ultimi quindici anni.

## Conseguenze nelle Tredici colonie
Nelle colonie inglesi della Nuova Inghilterra la legge sul Québec provocò indignazione e rivolte. Questa legge venne infatti inserita dai coloni inglesi nelle cosiddette Leggi Intollerabili adottate all'incirca nello stesso periodo:
- Il Boston Port Act del 1º giugno 1774, che stabiliva che il porto di Boston rimanesse chiuso fino al momento in cui i coloni non avessero rimborsato la East India Company del costo del tè distrutto col Boston Tea Party nel 1773. Questo atto minacciò l'esistenza della città stessa di Boston.
- L'Administration of Justice Act del 20 maggio 1774, che impediva ai funzionari britannici di essere processati nei tribunali provinciali della colonia e richiedeva loro di essere trasportati in Inghilterra per subire il regolare processo.
- Il Massachusetts Government Act del 20 maggio 1774, che dava al re inglese la possibilità di nominare il consiglieri del Massachusetts, nonostante fossero già stati eletti dagli abitanti della colonia. Inoltre, conferiva al governatore la facoltà di limitare le riunioni nella città e il potere di dimettere i giudici di livello inferiore, gli sceriffi e gli altri ufficiali di basso rango.
- Il Québec Act del 1º maggio 1775, che ampliava i confini della Provincia del Quebec e riconosceva i diritti dei coloni di fede cattolica.

Quest'ultima legge pur non facendo parte delle Leggi intollerabili venne associata a queste sia per la data di promulgazione sia a causa delle reazioni negative che suscitò presso le tredici colonie.
I coloni inglesi non accettavano che l'Inghilterra desse dei diritti territoriali alla Nuova Francia, contro cui avevano combattuto solo 15 anni prima. Inoltre, venne bloccata l'espansione verso Ovest dei commercianti di New York e di Albany, che si videro costretti a rinunciare al commercio di pellicce a Montréal. La legge sul Québec venne infatti vista dalle Tredici colonie come una manovra organizzata espressamente contro di loro.
Tentando di stabilire un'alleanza, nell'ottobre del 1774, in un congresso a Filadelfia, i rappresentanti delle Tredici colonie consegnarono ai canadesi della provincia del Quebec una lettera ufficiale in francese in cui chiedevano di unirsi agli americani per formare il quattordicesimo stato dei futuri Stati Uniti. Alcuni commercianti anglofoni apprezzarono la proposta, ma i canadesi rifiutarono dal momento che non volevano prendere parte in un possibile conflitto contro l'Inghilterra. La rottura tra il Canada e le Tredici colonie portò in seguito alla formazione delle due nazioni anglofone nel Nord America: gli Stati Uniti d'America e il Canada inglese.
Ad ogni modo, nel 1775, con la guerra d'indipendenza, la legge sul Québec venne annullata.

## Interpretazione della legge
La legge sul Québec è stata interpretata in tanti modi diversi. Alcuni l’hanno considerata come un tentativo di risolvere alcuni problemi creati dopo la proclamazione reale del 1763, che aveva drammaticamente ridotto i confini della Nuova Francia, creando una riserva indiana intoccabile. Altri la videro invece come un tentativo della Gran Bretagna di dimostrare una maggiore apertura verso i cattolici francesi, probabilmente con l'obiettivo di garantirsi la loro fedeltà in caso di problemi con le colonie americane. Ad ogni modo l’espansione territoriale riconobbe a Montréal un importante ruolo nell'economia continentale e la legge permise all'economia del Québec di fare affidamento ancora una volta sulla pesca e sul tradizionale commercio di pellicce.